# Paso Real de Cahuipa
Paso Real de Cahuipa är en ort i Mexiko.   Den ligger i kommunen Santiago Ixcuintla och delstaten Nayarit, i den centrala delen av landet, 700 km väster om huvudstaden Mexico City. Paso Real de Cahuipa ligger 124 meter över havet och antalet invånare är 236.
Terrängen runt Paso Real de Cahuipa är varierad. Runt Paso Real de Cahuipa är det ganska tätbefolkat, med 96 invånare per kvadratkilometer. Närmaste större samhälle är Yago, 10,3 km väster om Paso Real de Cahuipa. I omgivningarna runt Paso Real de Cahuipa växer i huvudsak lövfällande lövskog.